# Reiji Kaitō
Reiji Kaitõ (海冬レイジ Kaitõ Reiji?), es un novelista japonés, destacado en la redacción de novelas ligeras. Con residencia en Sapporo, capital de la prefectura de Hokkaido. Debutó en Bacto!, de Fujimi Mistery Bunko en 2003 . Fujimi ha sido galardonado con el primer premio sorpresa por su debut a temprana edad.

## Lista de obras

### Novelas
- Bacto! (Fujimi Shobo, Fujimi Mistery Bunko).

Siete volúmenes publicados (2005 - 2006)
- Tan Yoruso Gurimoarisu (Fujimi Shobo , de Fujimi Mistery Bunko)

Tres volúmenes publicados (2007).
- Yoru sō Tan Gurimoarisu  (Fujimi Shobo , de Fujimi Fantasy Bunko).

Seis volúmenes publicados (2008 - 2010).
- Machine Doll wa Kizutsukanai (Media Factory, MF Bunko J).

15 volúmenes publicados en lista (2009 - ).
- Mo On'na-kai no Futekisetsu "Eye do ra" na Nichijō (Enterbrain , Famitsu Bunko).

Tres volúmenes publicados (2012).

### Manga
- Machine Doll wa Kizutsukanai  (Media Factory , publicado en Alive Monthly Comic)
- Mo On'na-kai no Futekisetsu "Eye do ra" na Nichijō (Media Factory,  Gekkan Comic Alive

2 volúmenes publicados